# Richard Matheson
Richard Burton Matheson (20. února 1926 Allendale – 23. června 2013 Los Angeles) byl americký spisovatel a scenárista norského původu.
Tvořil především v žánru fantasy, sci-fi a hororu. Jeho nejslavnějším dílem byl román I Am Legend (Já, legenda), kde skloubil upírské téma a téma apokalypsy způsobené epidemií. Kniha byla mnohokrát zfilmována, naposledy roku 2007 režisérem Francisem Lawrencem s Willem Smithem v hlavní roli.

## Sbírky povídek
- Born of Man and Woman (1954)
- The Shores of Space (1957)
- Shock! (1961)
- Shock 2 (1964)
- Shock 3 (1966)
- Shock Waves (1970)
- Button, Button (1970)
- Richard Matheson: Collected Stories (1989)
- By the Gun (1993)
- Nightmare at 20,000 Feet (2000)
- Pride with Richard Christian Matheson (2002)
- Duel (2002)
- Offbeat: Uncollected Stories (2002)
- Darker Places (2004)
- Unrealized Dreams (2004)
- Duel and The Distributor (2005)
- Button, Button: Uncanny Stories (2008)
- Uncollected Matheson: Volume 1 (2008)
- Uncollected Matheson: Volume 2 (2010)
- Steel: And Other Stories (2011)
- Bakteria and Other Improbable Tales (2011)

## Filmové scénáře
- The Incredible Shrinking Man (1957)
- Beat Generation (1959)
- House of Usher (1960)
- Master of the World (1961)
- The Pit and the Pendulum (1961)
- Burn Witch Burn (1962)
- Tales of Terror (1962)
- The Raven (1963)
- The Comedy of Terrors (1963)
- The Last Man on Earth (1964)
- Fanatic (1965)
- The Young Warriors (1967)
- The Devil Rides Out (1968)
- De Sade (1969)
- The Legend of Hell House (1973)
- Les Seins de glace (1974)
- Somewhere in Time (1980)
- Twilight Zone: The Movie (1983)
- Jaws 3-D (1983)
- Loose Cannons (1990)
- What Dreams May Come (1998)
- The Box (2009)
- Real Steel (2011)